# Dalibor Brozović
Dalibor Brozović (Szarajevó, 1927. július 28. – Zágráb, 2009. június 19.), horvát nyelvész, akadémikus, egyetemi tanár és politikus. Nevenka Košutić Brozović horvát művészettörténész férje, Dunja Brozović-Rončević horvát nyelvész apja.

## Élete
Szarajevóban született 1927. július 28-án. Az elemi iskolát Zenicán, a középiskolát Visokóban, Szarajevóban és Zágrábban végezte. A Zágrábi Egyetem Filozófiai Karán horvát nyelv és délszláv irodalom szakon 1951-ben szerzett diplomát. 1957-ben doktorált „Govori u dolini rijeke Fojnice” (Fojnica-völgyi nyelvjárások) című disszertációjával. A zágrábi Színházművészeti Akadémia asszisztense (1953-1956), valamint a Ljubljanai Egyetem lektora és oktatója volt. 1956-tól 1990-ig a Zárai Egyetem Filozófiai Karának professzora volt. Vendégoktató volt az Egyesült Államokban (Michigani Egyetem), Németországban (Regensburgi Egyetem) és másutt is.
1967-ben egyik szerzője volt a „Deklaracije o nazivu i položaju hrvatskog književnog jezika” („Nyilatkozat a horvát irodalmi nyelv nevéről és helyzetéről”) című dokumentumnak, amely a jugoszláv nyelvi unitarizmusnak és a mesterséges szerb-horvát nyelv erőltetésének végét jelentette. 1971-ben Šibenikben előadást tartott „Deset teza o hrvatskom jeziku” (Tíz tézis a horvát nyelvről) címmel. 1986-tól a Horvát Tudományos és Művészeti Akadémia rendes tagja volt, de tagjává választotta a Macedón Tudományos és Művészeti Akadémia, valamint a Bosznia-Hercegovinai Tudományos és Művészeti Akadémia, valamint beválasztották az Academie Europaea tagságába is. Brozović ismert eszperantista, és a Horvát Eszperantó Szövetség elnöke is volt.
Az 1980-as évek végén és a 90-es évek elején a Horvát Demokratikus Unió (HDZ) társalapítója és alelnöke, 1990-1991-ben a Horvát Szocialista Köztársaság alelnöke és 1992- 1995-ben parlamenti képviselő volt. 1991-től 2000-ig a Miroslav Krleža Lexikográfiai Intézet főigazgatója volt. Az Európai és Össz-szláv Dialektológiai Atlasz szerkesztőbizottságának tagja. Brozović számos publikációt publikált az általános nyelvészet, a szlavisztika, a dialektológia és a horvát köznyelv története területén. Zágrábban halt meg 2009. június 19-én.

## Tudományos munkássága
Rendkívül fontosak a szláv nyelvek szabványosításában (standardológiájában) végzett tanulmányai (különösen a „Standardni jezik” című könyvben, 1970). Rengeteg értékes tanulmányt közölt a horvát dialektológiában, fonológiában és történeti összehasonlító nyelvészetben. Brozović a strukturális nyelvészet fogalmi eszközeivel egy teljesen új horvát nyelvtörténeti képet vázolt fel, amely felváltotta a kezdetleges és gyakran téves megjelenítést. Különösen érdekelték a balti nyelvek és azok kapcsolatai a szláv nyelvekkel. Jelentős mértékben járult hozzá a dialektológiához és a horvát nyelvjárások eredeti arculatának kialakításához.
„Hrvatski jezik, njegovo mjesto unutar južnoslavenskih i drugih slavenskih jezika, njegove povijesne mijene kao jezika hrvatske književnosti” (A horvát nyelv helye a délszláv és más szláv nyelvek között, történelmi változásai a horvát irodalom nyelveként, 1978) című tanulmányában Brozović a horvát nyelvi és történelmi fejlődést a jobb megértés érdekében három szabványosítás előtti és három szabványosítási időszakra osztotta. A szabványosítás kezdetét az 1600 körüli időben előrehaladott folyamatát pedig az 1750-es években határoztta meg, ezzel jelentősen megváltoztatva az addig uralkodó elképzeléseket, amelyek a horvát nemzeti újjászületés és Ljudevit Gaj szerepére összpontosítottak.
Az 1960-as évektől minden, a horvát nyelv helyzetét és jogait érintő rendezvényen részt vett.
Alapvető műve volt a „Fonologija hrvatskoga književnog jezika” (A horvát irodalmi nyelv fonológiája, 1991). Fontos volt hozzájárulása az „Enciklopedija Jugoslavija” 2. kiadásához. Numizmatikai szakértőként 1994-ben részt vett az önálló horvát pénz kialakításában. 1991-ben társadalom- és bölcsészettudományi életműdíjat kapott. Fokozatosan jelentek meg könyvei, amelyekben összegyűjtötte legfontosabb horvát nyelvi tanácsadási írásait.

## Családja
Feleségétől, Nevenka Košutić Brozovićtól három gyermeke született: Lada (1957-2008), Dunja (1960) és Hrvoje (1965).

## Fő művei
- Rječnik jezika ili jezik rječnika?: varijacije na temu varijanata, Zagreb, 1969.
- Standardni jezik, Zagreb, 1970.
- Deset teza o hrvatskome jeziku, Zagreb, 1971.
- Jezik, srpskohrvatski/hrvatskosrpski, hrvatski ili srpski, Zagreb, 1988.
- Fonologija hrvatskoga književnog jezika, Zagreb, 1991.
- Prvo lice jednine, Zagreb, 2005., ISBN 953-150-725-2
- Neka bitna pitanja hrvatskoga jezičnog standarda, Zagreb, 2006. ISBN 953-050840-9
- Fonologija hrvatskoga standardnog jezika, Zagreb, 2007. ISBN 978-953-167-199-6
- Povijest hrvatskoga književnog i standardnoga jezika, Zagreb, 2008., ISBN 978-953-0-60845-0

## Fordítás
- Ez a szócikk részben vagy egészben  a   Dalibor Brozović című horvát Wikipédia-szócikk ezen változatának fordításán alapul.  Az eredeti cikk szerkesztőit annak laptörténete sorolja fel. Ez a jelzés csupán a megfogalmazás eredetét és a szerzői jogokat jelzi, nem szolgál a cikkben szereplő információk forrásmegjelöléseként.